# شرب

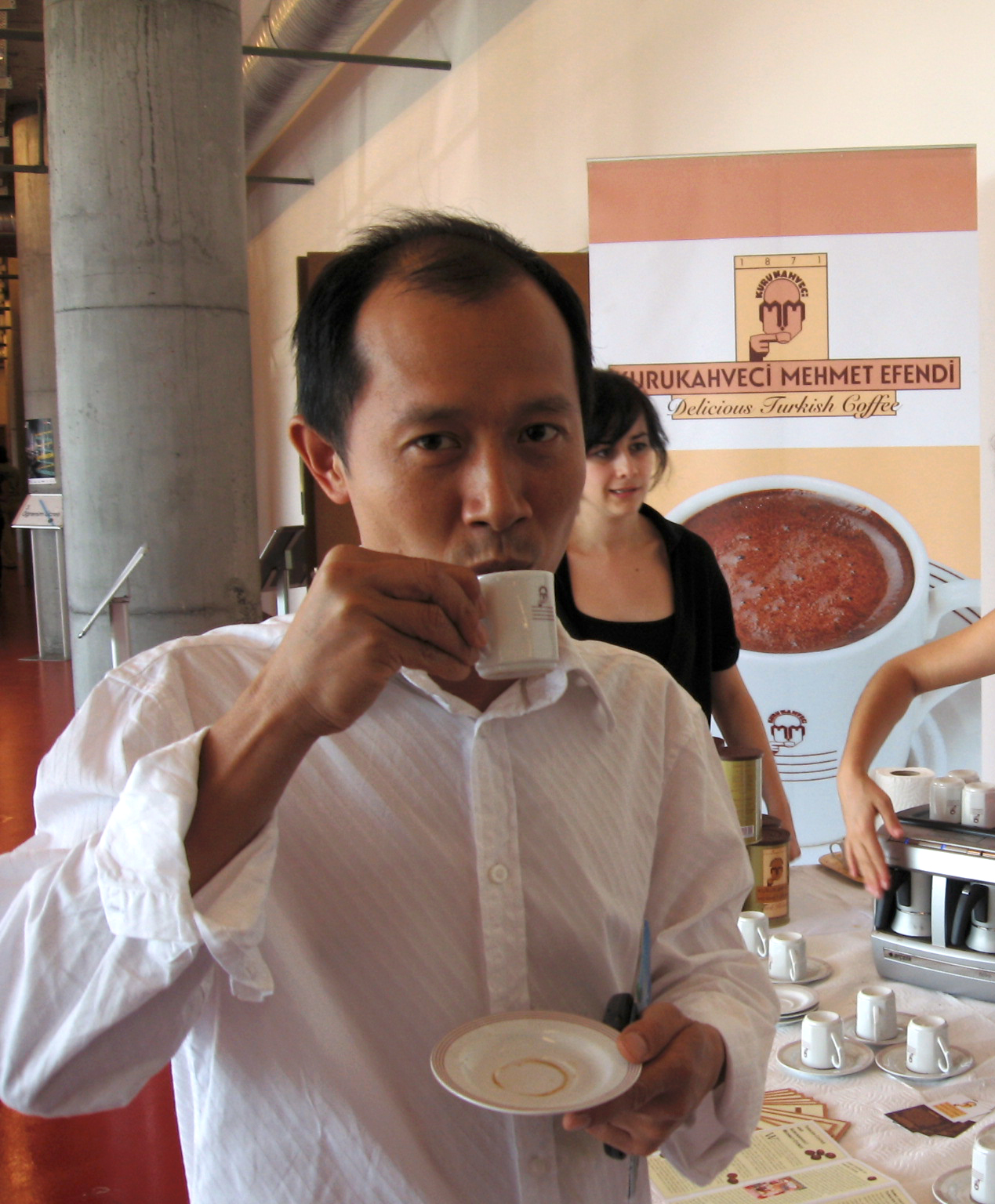
شرب القهوة

الشرب هو تناول السوائل عبر الفم خصوصا الماء. فعند شعور الكائن الحي من إنسان أو حيوان بالعطش يشرب الماء، ذلك أن الماء يشكل النسبة العظمى من تكوين الكائن الحي. وعند شعوره بالمرض فإنه يشرب الدواء إذا كان سائلا. فالشرب بصورة أساسية عمل يؤدى لتعويض الكميات المفقودة من السوائل تفاديا للتجفاف.

## أساليب الشرب

### عند البشر
عندما يدخل السائل إلى فم الإنسان، تكتمل عملية البلع عن طريق الحركة الدودية التي توصل السائل عبر المريء إلى المعدة، ويكون للالجاذبية دور كبير من النشاط في ذلك. ويمكن شرب السائل عن طريق اليدين أو يمكن استخدام أدوات الشرب كأوعية . ويمكن أيضًا أن يتم الشرب عن طريق الاستنشاق، عادةً عند شرب السوائل الساخنة أو الشرب من الملعقة. يستخدم الرّضع طريقة الشفط عند الشرب حيث يتم ضغط الشفاه بإحكام حول المصدر، كما هو الحال في الرضاعة الطبيعية، حيث يؤدي مزيج التنفس وحركة اللسان إلى خلق فراغ يسحب السائل.

### عند الحيوانات البحرية
البرمائيات والحيوانات المائية التي تعيش في المياه العذبة لا تحتاج إلى طريقة شرب معينة، لأنها تمتص المياه بشكل مطرد من خلال الجلد عن طريق التناضح. مع ذبك فإن أسماك المياه المالحة تشرب من خلال الفم وهي تسبح، وتزيل الأملتح الزائدة من خلال الخياشيم.  تشرب أسماك المياه المالحة الكثير من الماء وتفرز كمية صغيرة من البول المركز.

### عند الحيوانات البرية

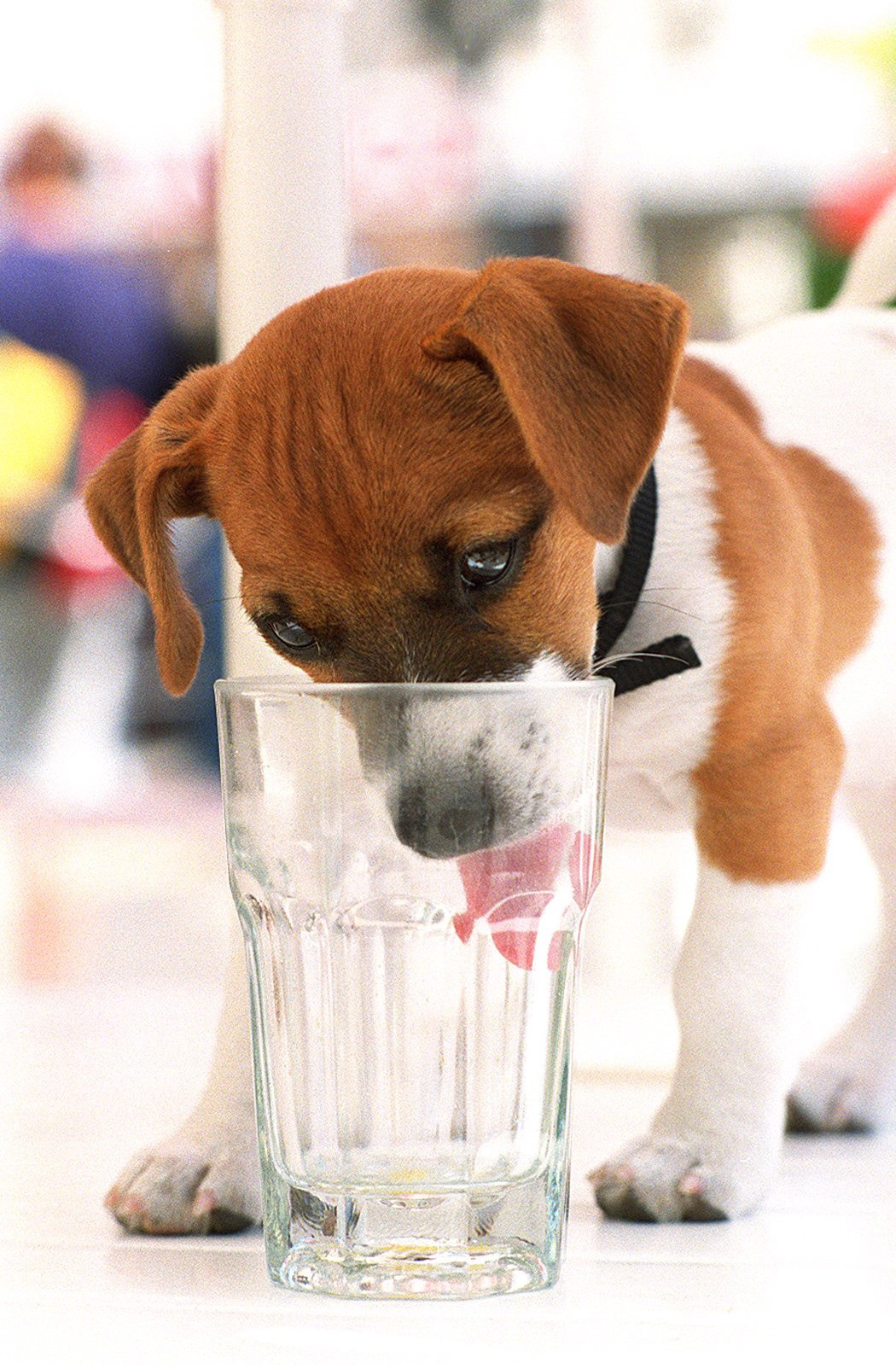
كلب جاك راسل يشرب الماء من كأس

اعتادت الحيوانات البرية بحكم الضرورة عند الأسر على شرب الماء، لكن معظم الحيوانات التي تتجول بحرية تظل رطبة من خلال السوائل والرطوبة في الطعام الطازج. عندما تدفعهم الظروف للشرب من المسطحات المائية؛ تختلف الأساليب والحركات اختلافًا كبيرًا بين الأنواع.
القطط والكلاب والحيوانات المجترة تخفض رقبتها وتلفها حول الماء بواسطة ألسنتهم القوية. تقوم القطط والكلاب بوضع لسانها في الماء في شكل يشبه الملعقة. تحضن الكلاب الماء عن طريق إدخاله في فمها بلسانها الذي يتخذ شكل مغرفة، ولكن القطط لا تلمس الماء إلا بطرف لسانها (وهو أملس)، ثم تسحب القطة لسانها سريعًا مرة أخرى إلى فمها الذي سرعان ما تغلقه، ينتج عن ذلك سحب كمية من السائل إلى فم القط. تقوم المجترات ومعظم الحيوانات العاشبة بغمر طرف الفم جزئيًا من أجل سحب الماء عن طريق غطس اللسان بصورة مستقيمة.  تشرب القطط بوتيرة أبطأ بكثير من الحيوانات المجترة، التي تواجه مخاطر افتراس طبيعية أكبر.
كثير من حيوانات الصحراء لا تشرب حتى لو توفرت المياه ولكنها تعتمد على أكل النباتات النضرة.  في البرد والبيئات المجمدة، وتقوم بعض الحيوانات مثل الأرانب البرية، وسناجب الأشجار، وكبش الجبال الصخرية اللجوء باستهلاك الثلوج والجليد. كانت طريقة شرب الزرافات في السافانا مصدرًا للتكهنات لتحديها الواضح للجاذبية. تنص أحدث نظرية عن وظائف العنق الطويلة للحيوانات بأنها تعمل مثل مضخة الغطس. تسحب الفيلة الماء بشكل فريد بجذوعها وتدفقه في أفواهها.

### عند الطيور
تقوم معظم الطيور بغرف أو سحب الماء إلى المناطق الشدقية من منقارها، ورفع رؤوسها وإمالتها للشرب. الحمام الشائع هو استثناء حيث يمكنه أن يمتص الماء مباشرة عن طريق الاستنشاق.

### عند الحشرات

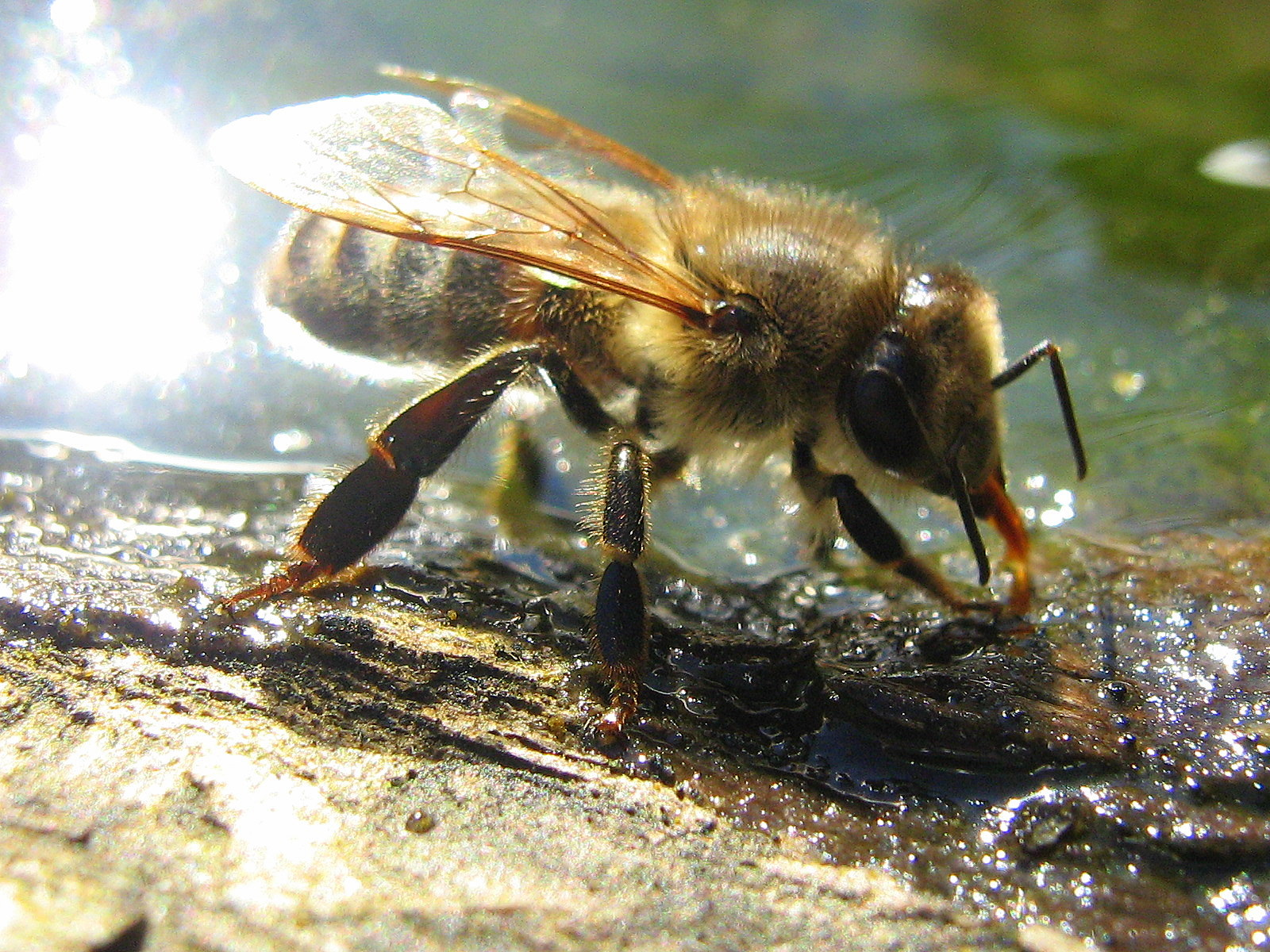
يمكن أن تُلاحظ عملية الشرب في العديد من أنواع الحشرات؛ كالنحل

تحصل معظم الحشرات على كمية كافية من الماء من طعامها. العديد من أنواع الحشرة ت تشرب من الماء الراكد عندما تصاب بالجفاف بسبب نقص الطعام الرطب. تمتص جميع الحشرات الأرضية باستمرار قدرًا معينًا من رطوبة الهواء من خلال بشرتها. بعض الحشرات الصحراوية كالخنفساء رأسية الوقوف، تطورت لتشرب بشكل كبير من الضباب الليلي.

## مما جاء في الشرب
خص الدين الإسلامي الشرب بآداب يختص بها عن غيره، ومن أهم تلك الآداب التي حث عليها الإسلام:
- الشرب باليد اليمنى.
- الشرب جالساً.
- شرب الكأس على ثلاث دفعات وتراً, اتباعاً لنبي الإسلام محمد صلى الله عليه وسلم.
- النهي عن التنفس في الكأس.

وغيرها.